# La Unión (Spagna)
La Unión è un comune spagnolo di 17 737 abitanti (2009) situato nella comunità autonoma di Murcia: è enclave in quel di Cartagena